# Sporonchulus coronatus
Sporonchulus coronatus är en rundmaskart. Sporonchulus coronatus ingår i släktet Sporonchulus och familjen Mononchidae. Inga underarter finns listade i Catalogue of Life.